# Dia de São Silvestre
O Dia de São Silvestre é o dia da festa do Papa Silvestre I, um santo que serviu como papa (bispo de Roma) de 314 a 335. A lenda medieval o responsabilizou pela conversão do imperador Constantino. Entre as igrejas ocidentais, a festa é celebrada no dia da morte de Silvestre, 31 de dezembro, data que, desde a adoção do calendário gregoriano, coincide com a véspera de Ano Novo. Para essas denominações cristãs, o dia de São Silvestre marca liturgicamente o sétimo dia de Natal. As igrejas ortodoxas orientais celebram a festa de Silvestre em um dia diferente das igrejas ocidentais, ou seja, em 2 de janeiro. As celebrações do Dia de São Silvestre são marcadas por comparecimento à igreja na Missa da Meia-Noite ou em um culto noturno, bem como fogos de artifício, festas e banquetes.

## São Silvestre
Sob o reinado do Papa Silvestre I, várias das magníficas igrejas cristãs foram construídas, incluindo a Basílica de São João de Latrão, a Igreja de Santa Croce e a Antiga Basílica de São Pedro, entre outras. Durante o papado de Silvestre, o Credo Niceno, que é recitado pelos comungantes da vasta maioria das denominações cristãs do mundo, foi formulado. Diz-se que São Silvestre curou, em nome de Cristo, o imperador Constantino, o Grande, da lepra. Depois de morrer, São Silvestre foi enterrado em 31 de dezembro na Catacumba de Priscila.

## Tradições regionais
Vários países, principalmente na Europa, usam uma variante do nome de Silvestre como o nome preferido para o feriado; esses países incluem Áustria, Bósnia e Herzegovina, Croácia, República Tcheca, França, Alemanha, Hungria, Israel, Itália, Liechtenstein, Luxemburgo, Polônia, Eslováquia, Suíça e Eslovênia.

### Áustria e Alemanha
Na capital da Áustria, Viena, as pessoas levam os porcos para passear em coleiras para a celebração do Dia de São Silvestre na esperança de ter sorte no ano seguinte. Muitas famílias cristãs na Alemanha marcam o dia de São Silvestre praticando o costume do Bleigiessen usando Silvesterblei (chumbo de Silvestre), em que este é derretido sobre uma chama em uma colher velha e jogado em uma tigela de água fria; o destino de uma pessoa no próximo ano é determinada pela forma do chumbo. Se o chumbo formar uma bola (der Ball), a pessoa terá sorte, enquanto a forma de uma estrela (der Stern) significa felicidade.

### Bélgica
Os cristãos da Bélgica têm a tradição de que uma jovem solteira que não termine seu trabalho até o pôr do sol no dia de São Silvestre não se casará no ano seguinte.

### Brasil

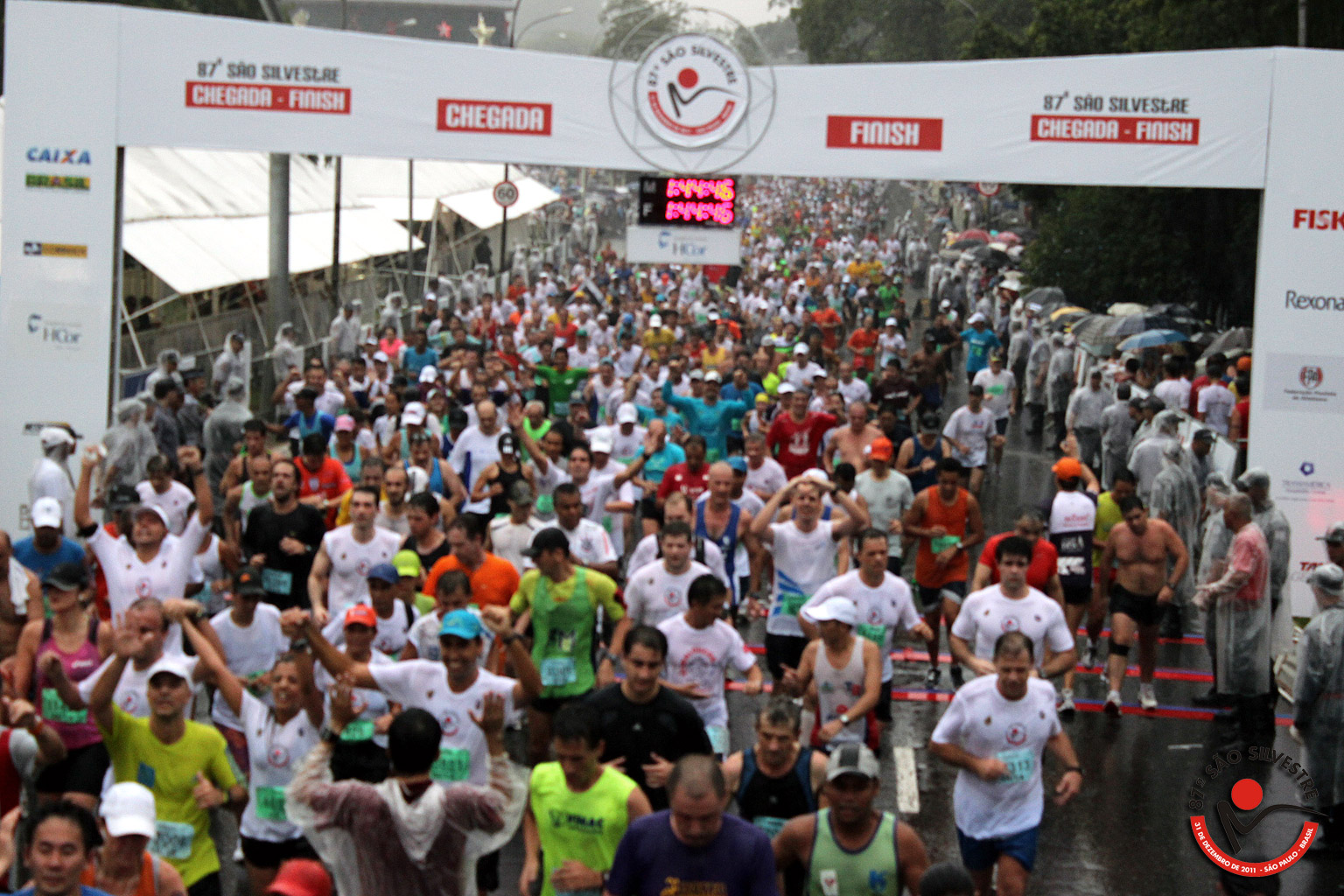
A Corrida de São Silvestre de 2012.

Junto com a queima de fogos de artifício, a Corrida de São Silvestre, a mais antiga e prestigiada prova de corrida do Brasil, acontece no Dia de São Silvestre e é dedicada a ele.

### Holanda
O último que acorda neste dia chama-se "Silvestre". Quem cochilar será obrigado, segundo a tradição do feriado, a pagar uma multa. Antigamente, as holandesas se esforçavam muito para ser diligentes e fazer todo o trabalho doméstico antes do anoitecer. Acreditava-se que tal zelo ajudaria na busca por um noivo, e no próximo ano uma jovem diligente certamente se tornaria uma noiva.

### Israel
Em Israel, o Papa Silvestre é amplamente considerado um antissemita. Por esta razão, ex-judeus soviéticos que celebram a véspera de Ano Novo (chamado Novy God para distingui-lo de "Silvestre") às vezes têm sido criticados por celebrar um feriado antissemita, embora com o tempo a aceitação de Novy God como um feriado secular tem crescido.

### Itália
No Dia de São Silvestre, "comem-se lentilhas e rodelas de salsicha porque se parecem com moedas e simbolizam a boa sorte e a riqueza da vida para o ano que se inicia".

### Portugal
As festas mais grandiosas acontecem na ilha da Madeira. Das 20h00 até a manhã seguinte, um feriado grandioso continua. 250 mil lanternas multicoloridas iluminam o Funchal  - o centro administrativo da ilha portuguesa.

### República Tcheca
Neste país, a carpa com maçã, raiz-forte e lentilha é preparada neste dia. Conta-se que tal prato é para desejar boa sorte e felicidade no ano que vem. Um pássaro não é bem-vindo na mesa festiva, pois acredita-se que a felicidade pode "voar para longe" como aquele pássaro.

### Rússia
Na Rússia, o "Dia de Silvestre" é comemorado de acordo com os costumes populares em 2 de janeiro (15 de janeiro no calendário juliano). Este dia é considerado o feriado das galinhas: se limpa galinheiros e poleiros, fumigam as paredes com fumaça de erva-campeira ou esterco de vaca com carvão. Em vários lugares do galinheiro havia sempre um "deus das galinhas" pendurado para que os kikimors não estrangulassem as galinhas. No início da manhã, as mulheres idosas lavavam as vergas da porta com água para proteger a entrada da cabana contra doenças febris.

### Suíça
Na manhã do dia de São Silvestre, os filhos de uma família cristã competem entre si para ver quem consegue acordar mais cedo; a criança que levanta por último é zombada de maneira brincalhona. Os homens, por séculos, se disfarçaram de Silvesterklaus no dia de São Silvestre.